# Anton Ludwig Blaßmann
Anton Ludwig Blaßmann (* 26. Juli 1784 in Dresden; † 31. März 1843 ebenda) war ein klassizistischer Architekt, der als königlicher Hofbaumeister vorwiegend in Dresden tätig war.

## Leben
Ab 1797 besuchte Blaßmann die Dresdner Akademie und war Schüler des Hofbaumeisters Gottlob August Hölzer. Von 1804 bis 1807 unternahm er eine Studienreise durch Böhmen und Österreich nach Italien. Anfang 1808 kehrte Blaßmann nach Dresden zurück, wo er ab dem 14. Mai 1808 als Hofbaukondukteur tätig war, ab 1818 war er Landbaukondukteur und ab 1824 Hofbaumeister.

## Werke (Auswahl)
- Alte Villa in Königs Weinberg in Wachwitz, 1824
- Kaufhallen am Antonsplatz, 1826
- Umbau des Palais Riesch (Palais Hoym)[3][4]